# Хазараспіди
Хазараспіди (перс. هزاراسپیان, Hazāraspiyān), або Атабеки з Великого Луристану (перс. اتابکان لر بزرگ, Atābakān-i Lur-i buzurg) (1155–1424) — курдська династія, що володіла Загроськими горами — регіоном південнозахідного Ірану фактично в Лурестані та сусідніми частинами Фарсу, що процвітала в часи пізніх Сельджуків, Ільханів, Музаффаридів та Тимуридів.

## Етимологія
Хоча засновником династії був Абу Тахір ібн Мухаммед, вона була названа на честь його сина та наступника — Маліка Хазараспа. Назва династії походить з перської мови та означає «тисячі коней».

## Історія
Засновником династії вважається Абу Тахір абн Мухаммед, потомок шабанкарського вождя Фадлуї, що спочатку був командиром Сальгуридських Фарсів та був назначений губернатором Кохґілуйї, але потім отримав незалежність в Лурестані та розширив своє царство аж до Ісфахану та отримав почесний титул атабека. Його син Малік Хазарасп провів успішну кампанію проти Сальгуридів та допомагав Джелалу ад-Дін Манкбурни в його боротьбі з могнолами. Інший хазараспідський правитель Такла, супроводжувався Хулагою-ханом на його марш в Багдад, але дезертував через смерть останнього халіфа. Зрештою його зловили та стратили за наказом Хулагу.
Юсуф Шах отримав від Абака-хану підтвердження своєї влади та додав Хузестан, Куґілуйю, Фірузан (біля Ісфахану) та Ґольпаєґан то свого володіння. Афрасіаб I зробив спробу поширити свій контроль на узбережжя Перської затоки, але зіткнувся з жорсткою опозицією монголів, що перемогли його армію в Кухруді біля Кашану. Він був відновлений Ільханом Ґайхату, але страчений Ґазаном в жовтні, 1296.
Столиця Хазарапідів була розміщена в Ізе, що сьогодні в північному Хузестані. Юсуф Шах II анексував міста Шуштер, Хувейзе та Басру в першій половині чотирнадцятого століття. Впродовж правління Шамс-аль-дін Пашану, династія зіткнулася з агресією зі сторони Музаффаридів, і столиця Хазараспідів тимчасово перейшла в їхні руки, допоки окупанти не вимушені були відступити через власні міжусобиці.
В 1424 році, тимуридський правитель Шахрух Мірза переміг останнього Хазараспіда Ґіят аль-Дін, тим самим поклав кінець династії.

## Правителі
1. Абу Тахір ібн Мухаммед (1155–1203 рр.)
2. Малік Хазарасп (1204–1248 рр.)
3. Імад аль-Дін ібн Хазарасп (1248–1251 рр.)
4. Нусрат аль-Дін (1252–1257 рр.)
5. Такла (1257–1259 рр.)
6. Шамс аль-Дін Альп Арґун (1259–1274 рр.)
7. Юсуф Шах I (1274–1288 рр.)
8. Афразиаб I (1288–1296 рр.)
9. Нусрат аль-Дін Ахмат (1296–1330 рр.)
10. Рух аль-Дін Юсуф Шах II (1330–1340 рр.)
11. Мухаффар аль-Дін Афразиаб II (1340–1355 рр.)
12. Шамс аль-Дін Пашан (1355–1378 рр.)
13. Малік Пір Ахмад (1378–1408 рр.)
14. Абу Саїд (1408–1417 рр.)
15. Шах Хусейн (1417–1424 рр.)
16. Ґіят аль-Дін (1424 р.)